# Rezerwat przyrody Cisy w Wyskitnej
Rezerwat przyrody Cisy w Wyskitnej – rezerwat florystyczny o powierzchni 5,22 ha, położony w Polsce, w województwie małopolskim, powiecie nowosądeckim, gminie Grybów, w Wyskitnej.
Teren rezerwatu należy do nadleśnictwa Gorlice.

## Położenie
Pod względem fizycznogeograficznym rezerwat znajduje się w mezoregionie Beskid Niski (513.71) w Górach Grybowskich. Zlokalizowany jest na zachodnim krańcu kompleksu leśnego Maślanej Góry, na stokach Zielonej Góry.
Przy rezerwacie utworzono otulinę o powierzchni 7,61 ha, która obejmuje także część Gródka.

## Historia
Rezerwat został utworzony zarządzeniem Regionalnego Dyrektora Ochrony Środowiska w Krakowie z dnia 4 grudnia 2024, które weszło w życie 24 grudnia 2024. Powstał w ramach akcji 100 rezerwatów przyrody na 100-lecie Lasów Państwowych. Przed powstaniem rezerwatu Lasy Państwowe wykupiły działki, na których miał on powstać, od prywatnych właścicieli.

## Charakterystyka
Jak określono w akcie założycielskim, celem ochrony w rezerwacie jest zachowanie ze względów przyrodniczych i naukowych populacji cisa pospolitego w paśmie Maślanej Góry w Beskidzie Niskim.
Na terenie rezerwatu rośnie blisko 200 gatunków roślin naczyniowych, z których kilkanaście ma status gatunków chronionych. Licznie występujący tu cis pospolity liczy ponad 1000 osobników. Gatunkami drzew lasotwórczych na terenie rezerwatu są głównie jodła pospolita, cis pospolity (20%), dąb (20%) oraz w mniejszym udziale inne drzewa liściaste.
Przepływa przez niego potok Wyskitnianka.